# Baotianmansaurus henanensis
Il baotianmansauro (Baotianmansaurus henanensis) è un dinosauro erbivoro appartenente ai sauropodi. Visse nel Cretaceo superiore (circa 80 milioni di anni fa) e i suoi resti sono stati ritrovati in Cina. 

## Classificazione
Questo dinosauro è noto per alcuni fossili comprendenti numerose vertebre dorsali. Nonostante una ricostruzione dettagliata non sia possibile, i resti hanno permesso ai paleontologi di ascrivere Baotianmansaurus ai macronari, un grande gruppo di sauropodi diffusi particolarmente nel Cretaceo. Baotianmansaurus, descritto per la prima volta nel 2009, è stato ritrovato nella formazione di Nanyang, nella provincia di Henan. Come tutti i sauropodi, doveva essere un animale dal corpo voluminoso con collo e coda lunghi e arti colonnari.